# Jan Sisefsky

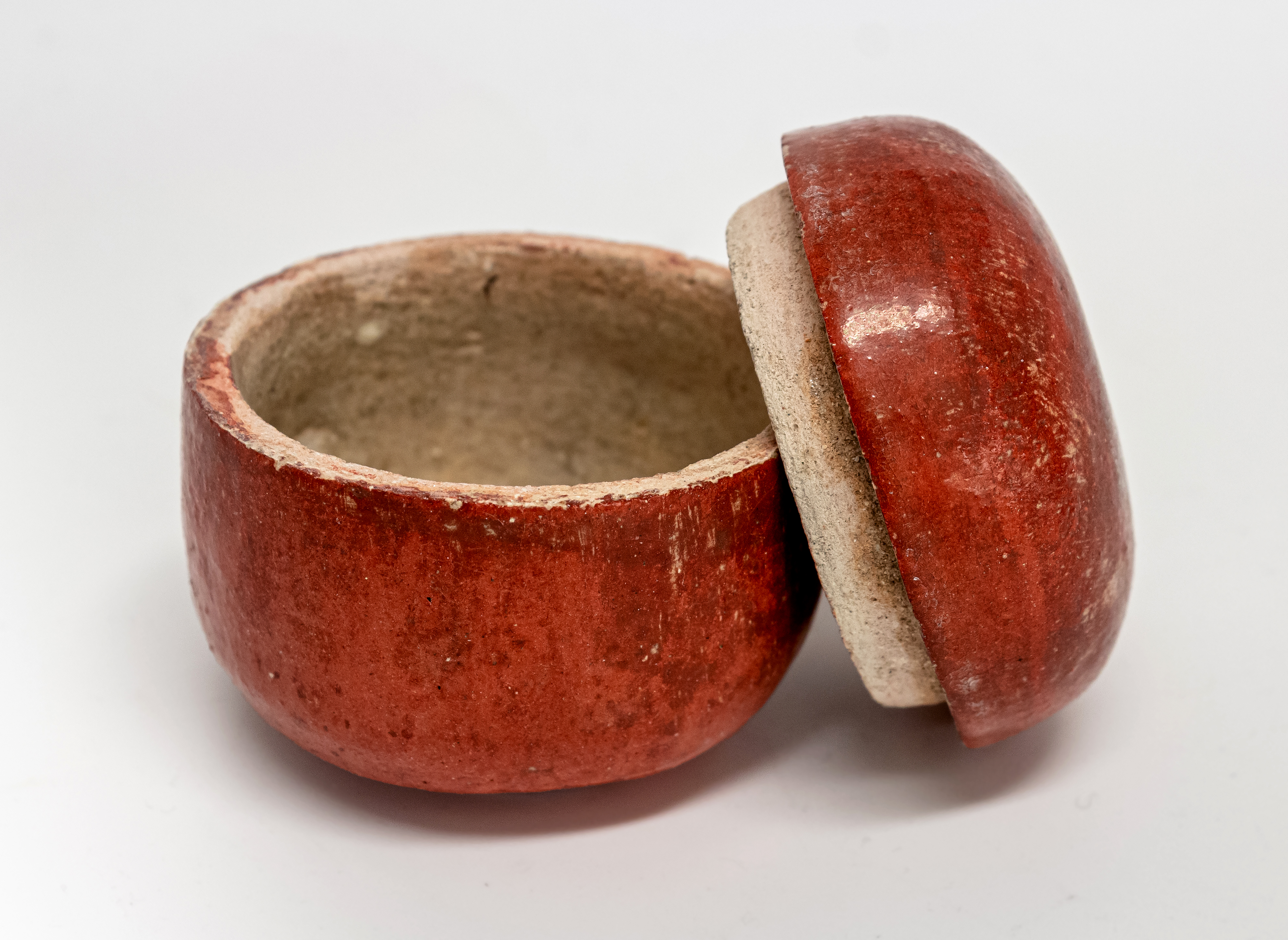
En teburk i rakukeramik för sencha av Jan Sisefsky

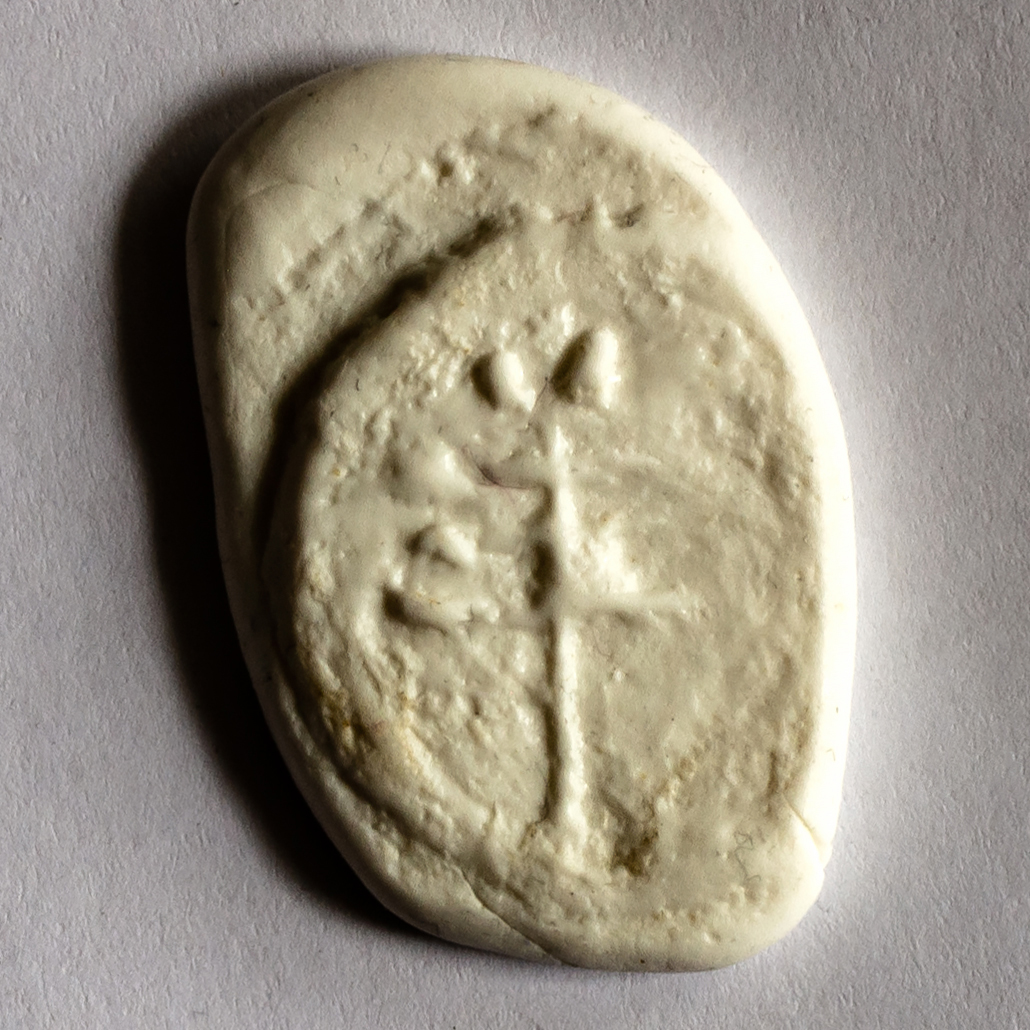
Ett avtryck av Sisefskys keramikmärke

Jan Sisefsky, född 13 november 1930 i Göteborg, död 19 september 1998 i Farsta, var en svensk forskningsingenjör, målare och textilkonstnär.
Han var son till överläkaren Mauritz Sisefsky och arkitekten Maj Hüttner. Efter fil. kand.-examen 1956 var Sisefsky vid sidan av sitt arbete som forskningsingenjör verksam som konstnär. Han studerade batik för Gösta Sandberg och konststudier vid Stockholms högskolas kursverksamhet 1958–1959. Hans konst består av nonfigurativa kompositioner i olja, tempera, gouache och batik. Han medverkade i samlingsutställningen Liljevalchs Stockholmssalonger.